# César Andrés Carignano
César Carignano (ur. 28 września 1982 w Buenos Aires) – argentyński piłkarz grający na pozycji napastnika w klubie Universidad Católica.
W 2003 roku w kadrze narodowej Argentyny wystąpił w trzech meczach, nie strzelając ani jednej bramki. Jest wychowankiem Colon Santa Fe, a w 2004 roku przeszedł do szwajcarskiego FC Basel, gdzie spędził dwa i pół roku. Grał też w Américe Meksyk, Independiente Rivadavia, Ferro Carril Oeste i Atlético Rafaela.